# Johannes Aigner
Johannes Aigner, né le 29 avril 2005 à Gloggnitz, est un skieur handisport autrichien malvoyant (catégorie B2).

## Biographie
Il appartient à une fratrie de cinq frères et sœurs, qui ont tous été impliqués dans le ski : Johannes, sa sœur jumelle Barbara et sa sœur Veronika ont des déficiences visuelles, comme leur mère Petra. Les sœurs aînées Elisabeth et Irmgard n'ont pas de déficience visuelle et ont toutes deux servi de guide à Veronika. 
Aigner a fait ses débuts à 16 ans aux Championnats du monde de sports para-neige en 2022 à Lillehammer où il remporte avec son guide Matteo Fleischmann les médailles d'or en slalom et en épreuve parallèle, et deux médailles d'argent en super-g et en slalom géant.
Aigner participe en mars aux Jeux paralympiques d'hiver de 2022 et remporte des médailles d'or en descente et en slalom géant, une médaille d'argent en super combiné et une médaille de bronze en Super-G.

## Palmarès

### Jeux paralympiques
| Épreuve / Édition | Descente | Super-G | Slalom géant | Slalom | Super combiné |
| ----------------- | -------- | ------- | ------------ | ------ | ------------- |
| JP 2022 Chine     | Or       | Argent  | Or           |        | Argent        |